# Geti Tey
Geti Tey è un documentario del 1979 diretto da Samba Felix N'Diaye che ha come sottotitolo - in francese - La pêche aujourd'hui ("la pesca oggi").

## Trama
I pescatori senegalesi di Kayar, Hann e Soumbédioune, che con la loro attività nutrono il 90% della popolazione costiera, raccontano le difficoltà che affrontano quotidianamente per riuscire a sopravvivere di fronte all'avanzare della tecnologia della pesca industriale, responsabile dell'impoverimento di fauna e flora marine.

## Produzione
Il film - un documentario di 41 minuti - fu prodotto in 16 mm dalla Samba et Cie Films (Senegal) e dalla Almadies films (Francia).

## Distribuzione
Il documentario è stato presentato nel 1979 al Festival internazionale della francofonia di Nizza, aggiudicandosi la palma d'oro per il miglior cortometraggio e successivamente a svariati festival, tra cui il Festival international du court métrage de Clermont-Ferrand del 2013. È distribuito da Les Fabriques de la Vanne.